# 山口県民の歌
「山口県民の歌」（やまぐちけんみんのうた）は、日本の都道府県の一つ、山口県が制定した県民歌である。以下の2代3曲が存在する。
1. 作詞・岩本邦子、作曲・大村能章。
2. 作詞・清川妙、作曲・大村能章。
3. 作詞・佐藤春夫、作曲・信時潔。

現在の県民歌は3.である。1.と2.は1951年（昭和26年）に2代目「山口県民の歌」として2曲同時に制定され、1962年（昭和37年）に3代（4曲）目となる3.の制定を受けて廃止された。

## 現行
山口県の初代県民歌は「山口県民歌」の表題で1940年（昭和15年）に制定されたが、1945年（昭和20年）の太平洋戦争終結後は演奏が控えられるようになった。その後、1951年（昭和26年）に後述の2代目「山口県民の歌」が2曲同時に制定されたが、1962年（昭和37年）9月3日に県成立90周年および、翌1963年（昭和38年）開催の第18回山口国体に合わせて通算3代目となる現行の「山口県民の歌」が制定された。同日には県旗・県章も制定され、1963年5月24日に発表演奏会が行われている。
上記の通り、この「山口県民の歌」は初代「山口県民歌」から数えて3代（4曲）目となるが、県では2004年（平成16年）にサンデー山口から受けた取材に対し、県民歌の制定動機について「それまで県民歌が無かった」と初代「山口県民歌」や後述の2代目「山口県民の歌」2曲は当初から存在していないかのように回答していた。サンデー山口の取材から14年後の2018年（平成30年）に開催された第13回中国四国地区アーカイブズウィークでは一転して、山口県文書館が初代「山口県民歌」と2代目「山口県民の歌」2曲を含めた歴代の県民歌をレポートで紹介している。全国の都道府県において3代にわたる県民歌の代替わりを繰り返したのは、他に群馬県と愛媛県がある。
作詞・作曲は公募でなく県庁所在地の山口市が同時期に制定した2代目「山口市の歌」（2005年廃止）を作詞・作曲した佐藤春夫と信時潔に対して依頼されたが、資料が残っておらず制定経緯の詳細は不明となっている。1965年（昭和40年）には三鷹淳（宇部市出身）と眞理ヨシコの歌唱により日本コロムビアからレコードが発売された。B面曲で若山彰が歌唱する「のばせ山口」は片山正見の作曲により1963年の国体開催時に発表された行進曲風の愛唱歌で、当時の橋本正之知事が自ら作詞を行っている。

## 2代目（1951-1962）
初代「山口県民歌」の制定は山口県文書館が編纂した『山口県政史』に記録されているが、いずれも信時潔が作曲した初代「山口県民歌」の演奏停止と現行の3代目「山口県民の歌」制定の合間に当たる1950年（昭和25年）には県と山口県教育委員会の共同事業として2代目「山口県民の歌」の一般公募が実施されている。作詞部門では広島大学文学部教授の斎藤清衛が審査委員長を務め、2編が「何れも捨てがたい優秀さがある」として同時に入選となった。作曲も一般公募が行われたが「該当作無し」となり、審査委員を務めた防府市出身の大村能章が2曲とも自ら作曲して翌1951年（昭和26年）3月28日に制定された旨が同年3月31日付の防長新聞で発表された。歌詞A・歌詞Bの2曲とも旋律は2012年（平成24年）12月31日に著作権の保護期間を満了している。
この2代目「山口県民の歌」2曲が10年余りしか存続しなかった理由については、2曲が役割分担も明確でないまま同時に制定されて混乱したことや制定時の田中龍夫知事が押し付け憲法論に基づく「自主憲法制定」を是とする立場から入選作（特に歌詞B）の出来に不満を持っていた可能性があるとの指摘がなされている。現行の3代目「山口県民の歌」を制定した橋本正之も2代前の知事である田中と同様に自主憲法制定を持論としていたが、2曲の2代目「山口県民の歌」制定から日を置かず岸信介の招きで国政に転じた田中に代わって橋本が県民歌を“代替わり”させたことで結果的に日本国憲法を想起させる表現は県の象徴たる県民歌から“抹消”されることになった。

### 朝だ大気を（歌詞A）
入選歌詞Aは熊毛郡曽根村（現在の平生町）の主婦・岩本邦子の応募作で、歌い出しは「朝だ大気を…」。

### 波かすむ（歌詞B）
入選歌詞Bは県立山口高校教諭で後に評論家・エッセイストとして活躍した清川妙の応募作で、歌い出しは「波かすむ…」。3番の歌詞は「たたかいをすてたる民の」と日本国憲法第9条の戦争放棄を歌うものとなっている。